# Dmytro Nazarenko
Dmytro Mykołajowycz Nazarenko, ukr. Дмитро Миколайович Назаренко (ur. 14 września 1987 roku w Doniecku) – ukraiński piłkarz, grający na pozycji obrońcy.

## Kariera piłkarska

### Kariera klubowa
Wychowanek klubu Donbas Donieck, barwy którego bronił w juniorskich mistrzostwach Ukrainy (DJuFL). W 2004 rozpoczął karierę piłkarską w drugiej drużynie Worskły Połtawa. Przez wysoką konkurencję nie potrafił przebić się do podstawowego składu, dlatego na początku 2006 przeszedł do Metałurha Donieck. Latem 2008 przeniósł się do Stali Ałczewsk, a po zakończeniu sezonu wyjechał do Armenii, gdzie przez pół roku na zasadach wypożyczenia bronił barw Bananca Erywań. W listopadzie 2009 powrócił do Stali Ałczewsk. Na początku 2011 został piłkarzem FK Ołeksandrija. W lipcu 2013 został piłkarzem FK Połtawa, ale po jednym meczu opuścił połtawski klub. Latem 2014 po powrócił do Stali Ałczewsk. Podczas przerwy zimowej sezonu 2014/15 po tym jak Stal ogłosiła o zaprzestaniu występów w mistrzostwach Ukrainy podpisał kontrakt z łotewskim FK Spartaks Jurmała. Na początku stycznia 2016 przeszedł do Howerły Użhorod.

### Kariera reprezentacyjna
W 2005 występował w juniorskiej reprezentacji Ukrainy.

## Sukcesy i odznaczenia

### Sukcesy klubowe
- mistrz Pierwszej Lihi: 2011